# بافت خال‌خال

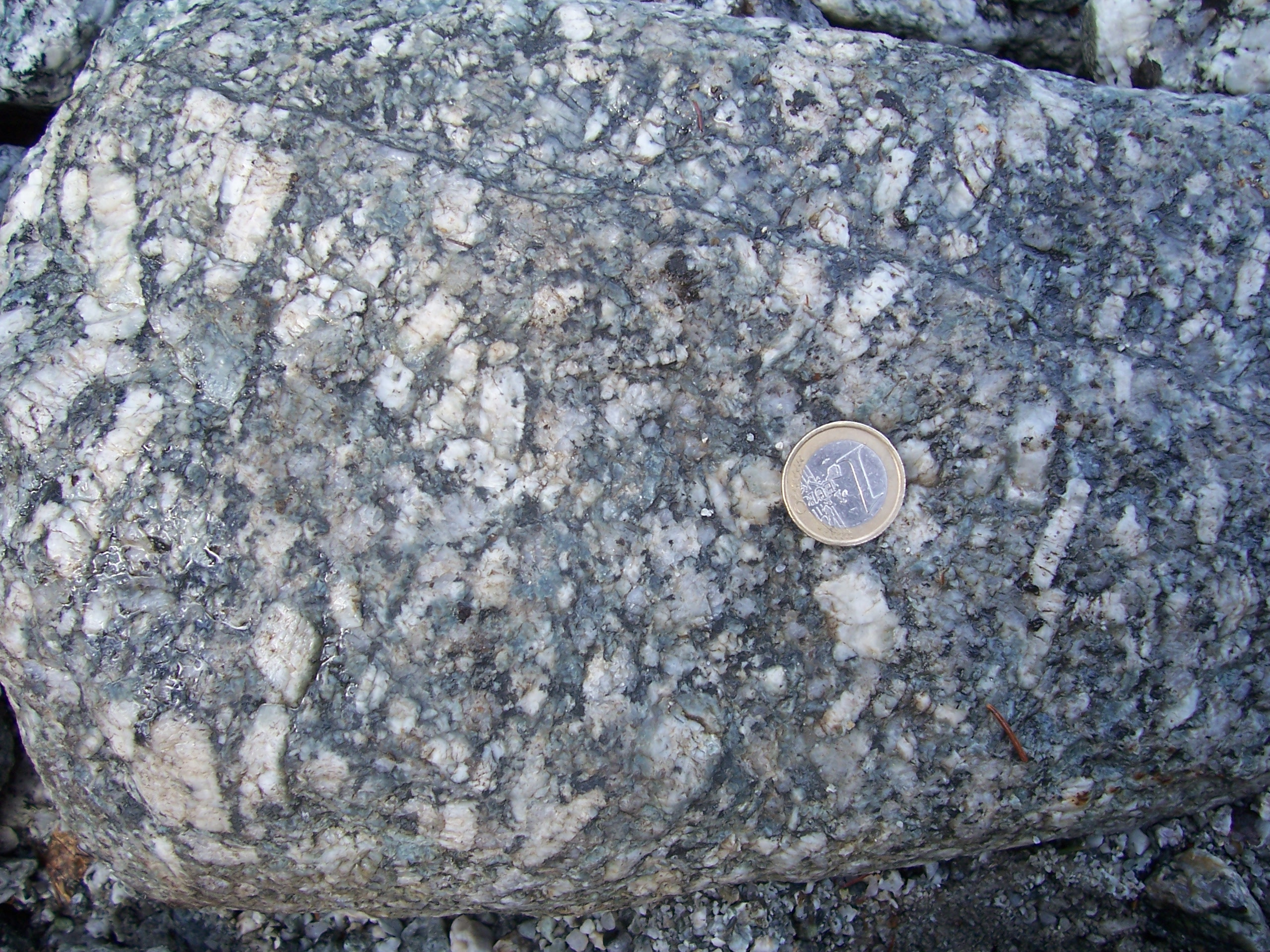
بافت خال‌خال

بافت سنگ آذرینی که در آن دانه‌های کوچک یک کانی به‌طور نامنظم در بلور بزرگ‌تر و بی‌وجه کانی دیگری پخش شده‌اند را بافت خال‌خال (به انگلیسی: Poikilitic texture) می‌گویند. وقتی که دانه‌های کوچکی از یک کانی، کاملاً در دانه‌های بزرگتر یک کانی قرار گیرند، این بافت حاصل می‌شود.
در بافت خال‌خال دانه‌های کوچک یک کانی (نظیر پلاژیوکلاز) بدون جهت‌یافتگی عمومی، به صورت نامنظم، در بلور کانی بزرگ‌تر عموماً بی‌شکل (نظیر پیروکسن) پراکنده می‌شود. همچنین به بلور احاطه‌کننده یا اویکوکریست oikocryst گفته می‌شود. در نمونه دستی، این بافت، لکه‌های درخشانی (لکه‌ای‌شدن پرجلا) را که حاصل انعکاس از سطوح کلیواژی اویکوکریست هستند، ایجاد می‌کند.